# Lyssomanes boraceia
Lyssomanes boraceia är en spindelart som beskrevs av Galiano 1984. Lyssomanes boraceia ingår i släktet Lyssomanes och familjen hoppspindlar. Inga underarter finns listade i Catalogue of Life.